# Xã Sparta, Quận Chippewa, Minnesota
Xã Sparta (tiếng Anh: Sparta Township) là một xã thuộc quận Chippewa, tiểu bang Minnesota, Hoa Kỳ. Năm 2010, dân số của xã này là 748 người.